# Juan Luis Beigbeder
Juan Luis Beigbeder y Atienza (Cartagena, 31 de marzo de 1888-Madrid, 6 de junio de 1957) fue un militar y político español que tuvo una actuación destacada durante la Guerra Civil y los primeros años de la dictadura franquista.
Militar africanista, realizó una importante parte de su carrera en el Protectorado español de Marruecos, donde aprendió la lengua árabe y estableció lazos con las élites locales. Agregado militar en las embajadas de París y Berlín, tras el estallido de la Guerra Civil ocupó los puestos de delegado de Asuntos Indígenas y alto comisario de España en Marruecos. Al final de la contienda, fue nombrado ministro de Asuntos Exteriores, entre agosto de 1939 y octubre de 1940.

## Biografía

### Carrera militar
Nació en 1888, en el seno de una familia de origen alsaciano.
Ingresó en la carrera militar, realizando sus estudios en la Academia de Ingenieros de Guadalajara. Posteriormente se trasladó al norte de África, donde tomó parte en las guerras de África de 1909-1910. 
En 1915 contrajo matrimonio en Alcalá de Henares, donde residió en numerosas ocasiones, con María Fedriani y Martín Esperanza, miembro de una familia burguesa alcalaína.
Considerado un militar intelectual, llegó a dominar con soltura los idiomas francés y árabe. En el protectorado español de Marruecos realizaría una importante parte de su carrera militar, donde estuvo destinado dieciséis años. Entre 1926 y 1934 sirvió como agregado militar en las embajadas españolas de París y Berlín. Su estancia en la capital alemana coincidió con el ascenso al poder del nazismo, época en la que también trabó amistad con el general Erich Kühlenthal. Colaboró durante la década de 1910 en Tetuán con el militar y dibujante Antonio Got en la elaboración de una guía de la ciudad. Regresó a España en 1934, volviendo a ocupar diversos destinos en la administración del Marruecos español.

### Guerra civil española
Comprometido con la conspiración militar contra la República, tuvo un papel destacado durante golpe de Estado de julio de 1936 en el Marruecos español y tras el triunfo del mismo —la noche del 17 al 18 de julio— se hizo cargo de la Delegación de Asuntos Indígenas. El 18 de julio acudió a informar al jalifa Muley Hassan y al gran visir de Tetuán de la rebelión militar que estaba teniendo lugar, consiguiendo el apoyo de ambos líderes. Esta acción tuvo una gran importancia, ya que le granjeó la amistad y colaboración de las autoridades marroquíes durante el resto de la contienda. En este sentido, fue el propio Beigbeder quien sugirió al general Franco que se concediera al gran visir Ahmed Ganmia la Laureada de San Fernando como premio a su colaboración con la rebelión militar. También fue decisiva su intervención para apaciguar a las masas marroquíes que se encontraban soliviantadas tras el bombardeo de la aviación republicana a Tetuán.
Autorizado por Franco, trató con el general Kühlenthal —agregado militar de la Embajada alemana en París y amigo suyo— el envío de aviones de transporte, que serían suministrados a través de sociedades privadas alemanas. También realizó gestiones con el cónsul italiano en Tánger, Giuseppe Luccardi, al que convenció de la difícil situación que atravesaban las fuerzas sublevadas, consiguiendo así que la Italia fascista suministrase aviones y material de guerra a los sublevados.
Fue nombrado alto comisario de España en Marruecos en abril de 1937. A lo largo de la contienda jugó un papel muy importante, ya que se encargó de activar y canalizar el reclutamiento de mercenarios marroquíes que combatirían en la península con el Ejército de Franco. Afiliado a la Falange poco después del estallido de la contienda, posteriormente pasó a formar parte de FET y de las JONS y de hecho llegó a ser jefe territorial del partido en el Marruecos español, contribuyendo además a la consolidación de Falange en el protectorado. A finales de 1937 fue nombrado miembro del recién creado Consejo Nacional de FET y de las JONS, siendo de hecho uno de los cinco militares nombrados a tal efecto. En 1938 apareció en la Zona Internacional de Tánger el diario España, fundado por inspiración del propio Beigbeder. El largometraje Romancero marroquí (1939), a pesar de ser un proyecto de los Estudios CEA, también habría surgido bajo los auspicios de Beigbeder.

### Dictadura franquista
En agosto de 1939 es nombrado por Franco ministro de Asuntos Exteriores, a propuesta de su cuñado Ramón Serrano Suñer. A pesar de que la historigrafía tradicional ha sostenido la versión de que Beigbeder era un aliadófilo, lo cierto es que para esta época mantenía posturas germanófilas. No obstante, en el contexto de una creciente nazificación de los cuadros de Falange, Beigbeder exploró canales de comunicación con los Aliados. Tras el comienzo de la Segunda Guerra Mundial, se entrevistó con el embajador alemán en Madrid, Eberhard von Stohrer, al que prometió que España mantendría la neutralidad pero favorable a la Alemania nazi. Así mismo, le comunicó que las demandas nacionales de España eran «el retorno de Gibraltar, la adquisición de Tánger, el Marruecos francés y la rectificación fronteriza de la Guinea española». A pesar de la declarada neutralidad, la situación fue muy distinta: durante estos meses los submarinos alemanes pudieron repostar en puertos españoles y la embajada alemana en Madrid tuvo acceso a informes redactados por las legaciones españolas en el extranjero.
Al calor de las victorias alemanas y de la intensa actividad exterior desarrollada por Serrano Suñer —principal valedor en el gobierno de las posturas filonazis—, Beigbeder se encontró prácticamente marginado en el seno del gabinete. En octubre de 1940 fue cesado como ministro y sustituido por Serrano Suñer, cese que según Francisco J. Romero Salvadó se habría debido a las constantes indiscreciones sexuales de Beigbeder. Desde hacía tiempo existían rumores de que mantenía una relación con una ciudadana británica, Rosalinda Fox, que en realidad era una agente del servicio secreto. Para su humillación, Beigbeder se enteró de su cese como ministro mientras leía la prensa. Como consecuencia de su salida del Gobierno, su anterior germanofilia evolucionó hacia posturas favorables a los aliados.
Tras su caída en desgracia cayó en el ostracismo. Partidario del pretendiente Juan de Borbón, tras su salida del gobierno tomaría parte en algunas conspiraciones. En 1943 fue nombrado agregado militar en la embajada española de Washington D. C.. Retirado de la vida pública, falleció en 1957.

## Beigbeder en la cultura
La escritora María Dueñas hace un retrato de este personaje en su primera novela, El tiempo entre costuras (2009), parcialmente ambientada en la Ciudad internacional de Tánger y en Tetuán (capital del Protectorado Español de Marruecos) durante el contexto de la guerra civil española y la Segunda Guerra Mundial.

## Condecoraciones
- Caballero gran cruz de la Orden de San Lázaro de Jerusalén (1940)
- Gran Cruz de la Medahuia: El Jalifa Hassan Ben el Mehedi Ben Ismael le concedió la condecoración, a petición del entonces Alto Comisario en Marruecos, Rafael García Valiño. Se dice que esta concesión fue una maniobra para rehabilitarle, tras su cese como canciller, en los medios indígenas marroquíes.